# Páleč
Obec Páleč (dříve Velký Páleč, německy Gross Paletsch) se nachází v severní části okresu Kladno mezi obcemi Vraný a Zlonice asi deset kilometrů severně od města Slaný. Žije zde 226 obyvatel. Dominantou obce je gotický kostel Narození Panny Marie.

## Historie

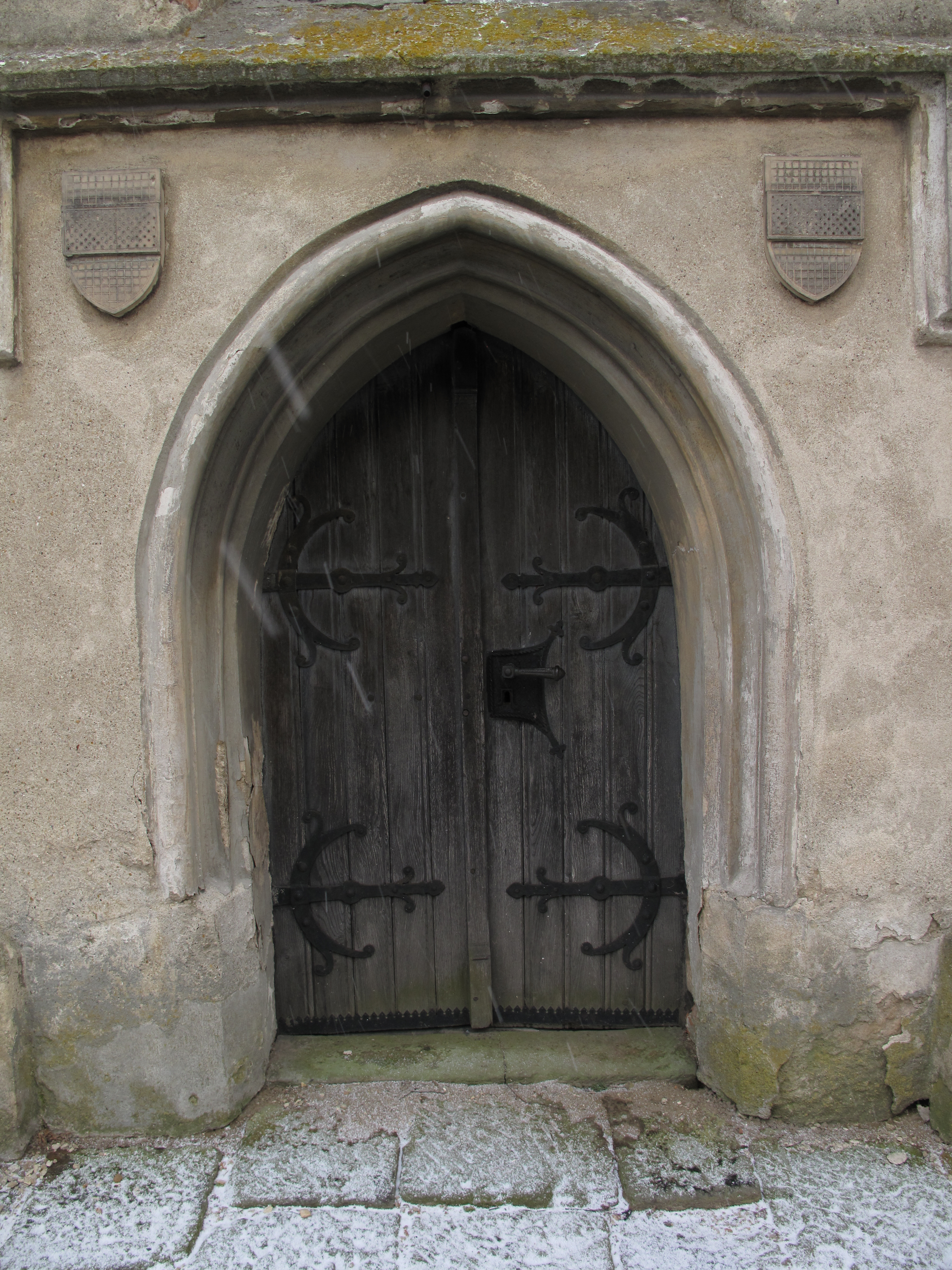
Portál kostela Narození Panny Marie

Název obce nejspíše souvisel s tím, že obec vznikla na místě vypáleného lesa při kolonizaci ve 13. století. První písemná zmínka o obci pochází z roku 1316. V obci stála tvrz, na níž sídlil místní zeman. V první polovině 14. století patřila alespoň část obce biskupu Janu z Dražic, který ji daroval nově založenému klášteru augustiniánů v Roudnici nad Labem. Ten měl nejpozději roku 1338 také patronátní právo ke zdejšímu kostelu postavenému v letech 1333–1338. Po husitských válkách přešla obec do majetku českých panovníků, kteří ji propůjčovali. V 16. století ji získali od císaře Ferdinanda I. páni Hrobčičtí z Hrobčic, kteří ji drželi do roku 1623. Ještě v roce 1928 bylo možno pozorovat asi 40 m široké a 36 m dlouhé původní zdivo základů vlastní tvrze, tvrz samotná zřejmě zanikla ve třicetileté válce, kdy bylo jmění Hrobčických zkonfiskováno.
Jednou z nejvýznamnějších postav v dějinách obce byl bezpochyby Štěpán z Pálče, syn místního vladyky, který byl přítelem mistra Jana Husa. V době svých studií jezdili společně do Pálče na prázdniny. Společně působili také na univerzitě v Praze, kde patřili k reformní straně. Do sporu se oba dostali po Husově vystoupení proti prodeji odpustků v Praze, vyhlášeném papežem Janem XXIII. a po Pálčově návratu z Itálie. Páleč se i přes dlouholeté přátelství na Kostnickém koncilu roku 1415 postavil v Husově procesu na stranu žalobců a podílel se tak na jeho odsouzení. Později nemohl zůstat v Čechách a zemřel ve vyhnanství v Polsku.

### Územněsprávní začlenění
Dějiny územněsprávního začleňování zahrnují období od roku 1850 do současnosti. V chronologickém přehledu je uvedena územně administrativní příslušnost obce v roce, kdy ke změně došlo:
- 1850 země česká, kraj Praha, politický i soudní okres Slaný[4]
- 1855 země česká, kraj Praha, soudní okres Slaný[4]
- 1868 země česká, politický i soudní okres Slaný[4]
- 1939 země česká, Oberlandrat Kladno, politický i soudní okres Slaný[5]
- 1942 země česká, Oberlandrat Praha, politický i soudní okres Slaný[6]
- 1945 země česká, správní i soudní okres Slaný[7]
- 1949 Pražský kraj, okres Slaný[8]
- 1960 Středočeský kraj, okres Kladno[9]

### Rok 1932
Ve vsi Páleč (430 obyvatel) byly v roce 1932 evidovány tyto živnosti a obchody: holič, 3 hostince, kapelník, kolář, 2 kováři, 6 rolníků, řezník, 3 obchody se smíšeným zbožím, spořitelní a záložní spolek pro Páleč, trafika.

## Pamětihodnosti
- Kostel Narození Panny Marie
- V jihovýchodní části vesnického jádra se dochovalo tvrziště zvané Na Hrádku, které je pozůstatekm pálečské tvrz. Ta byla založena snad již koncem třináctého století a zanikla po třicetileté válce.[11]
- Kříž na návsi

## Doprava
- Silniční doprava – Do obce vedou silnice III. třídy.
- Železniční doprava – Železniční trať ani stanice na území obce nejsou. Nejblíže obci jsou železniční stanice Zlonice a Vrbičany, oboje ve vzdálenosti 4 km ležící na trati 110 z Kralup nad Vltavou a Slaného do Loun.
- Autobusová doprava – Obcí projížděla v červnu 2011 autobusová linka Slaný – Zlonice – Vraný (8 spojů tam i zpět) (dopravce ČSAD Slaný).[12]